# 단국대학교 치과대학 부속치과병원
단국대치과병원 혹은 단국대학교 치과대학 부속치과병원(檀國大學校 齒科大學 附屬齒科病院)은 충청남도에 인가된 단국대학교 천안캠퍼스 치과대학 부속병원이다. 천안캠퍼스 내에 있고 2010년 12월 6일 죽전캠퍼스에도 천안 치과대학 부속 치과병원을 개원하였다.

## 단국대치과병원
- 1984년 9월 28일 단국대학교 치과대학 부속 치과병원으로 개원

## 역사
1979년 9월 1일 충청남도 천안시 동남구 천안캠퍼스에 단국대학교 치과대학 설립이 인가되었다. 이듬해인 1980년 3월 1일 이공대학 치의예과 신입생을 선발하였다. 1983년 3월 4일 치과대학교사 및 부속치과병원 기공하였다. 이듬해인 1984년 9월 28일 치과대학 교사 개관 및 부속 치과병원 개원하였다. 단국대 치과대학 부속치과병원은 연면적 3만여m2(1,589평, 지하 1층,지상 7층) 규모의 중부권 최대 치과대학병원이다.
병원에는 치과보존과,구강악안면외과,치과보철과,치주과,치과교정과,소아치과,구강악안면방사선과,구강내과,예방치과,마취과 등이 개설돼 있다. 단국대학교 치과대학 부속치과병원의 '의료기기임상시험 심사위원회'가 2007년 9월 초 치과계에서는 두 번째로 식품의약품안전청의 임상시험 실시기관으로 지정됐는데 지정당시 치과계에서 임상시험 실시기관으로 식약청 승인을 받은 곳은 2005년 6월 승인을 받은 서울대학교치과병원과 함께 단국대학교치과대학병원 두 곳뿐이었다.
2010년 12월 6일 죽전캠퍼스 복지관 3층에 단국대학교 치과대학 죽전 치과병원을 개원하였다. 이날 개원식에서 치과대학 병원 고유의 진료, 교육, 연구 및 봉사의 역할에 충실하고 단국대학교 죽전캠퍼스 학생 교직원, 동문 및 "지역사회 주민 여러분들"의 복지 증진과 구강 보건 향상을 위하여 설립하였다고 밝혔는데 경기도 내 유일한 치과대학 소속 병원으로 문을 열은 죽전치과병원은 1900m2(574평) 규모로, 치과용 유닛 체어 30대와 전신마취 수술실, 입원실을 갖췄다.
이같이 치과 관련 6개과가 신설되는 등 전문성을 크게 높인 게 특징인데 임플란트 교정, 악안면(턱안면) 영역의 효과적인 수술이 가능한 CAD/CAM치아 제작 장비 및 3차원 입체 영상CT와 레이저, 치과용 미세현미경 등 최첨단 장비를 도입했다. 진료과는 구강안면외과, 치주과, 보철과, 교정과, 보존과, 소아치과, 치과 마취과와 전문 클리닉인 CAD/CAM 치아 제작 클리닉, 양악(양턱) 수술 클리닉, 임플란트 클리닉, 턱관절 클리닉 등으로 짜여졌다고 밝혔다.
특히 경기도는 단국대 죽전치과병원 내에 장애인구강진료센터를 허가내어 정상적인 치과 진료가 어려운 중증장애인들을 위한 경기도의 장애인구강진료 사업을 진행하고 있다.

## 실적

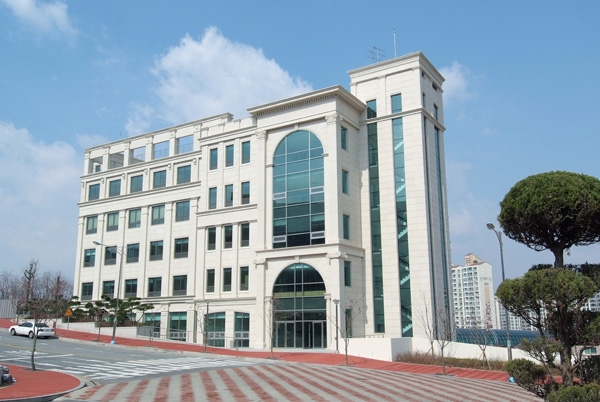
죽전치과병원

복지부는 2010년 장애인구강진료센터 설치 사업기관으로 충남 천안시 소재 단국대학교 치과대학 부속치과병원을 선정, 국비 5억, 지방비 5억 등 시설·장비비10억원을 지원키로 했다고 2009년 12월 29일 공식으로 발표했는데 중증장애인에게 전문 치과진료를 수행하는 장애인 전문 치과병원인 장애인 구강치료센터는 치과병원 1층에 623m2 규모로 세워졌다.
병원에서는 치과대학병원에서 근무 중인 166명 가운데 7명의 전담 인원을 센터로 추가로 배정하고 차후 장애인 전문 치과병원으로써 장애인 구강진료를 위한 각종 장비를 구입하는 등, 변화하는 환경에 따라 진료기반을 구축하였고 단국대는 치의학 교육·연구 인프라를 확충하고 치과병원의 진료환경 개선을 위해 2010년 11월 단국대병원 인근 부지에 치과대학 및 부속치과병원 신축 공사를 착공, 2년여 공사 끝에 완공했다.
2013년 3월 6일 천안캠퍼스에서 신축 치과대학 및 부속치과병원 준공식을 갖고 본격 진료에 나섰다. 신축된 단국대 치과대학 및 부속치과병원은 지상 7층, 지하 1층, 연면적 2만6389m2 규모이다.
한편 지난 2009년 9월 5일 세계 최초로 치아은행이 단국대학교 치과병원에 설립되었다. 한국 자가치아 뼈은행 운영위원회에 따르면 치아은행의 명칭은 한국 자가치아 뼈은행으로서 환자 본인의 치아를 발치해 이식재로 사용하던 것을 한 단계 발전시켜 자가치아 뼈이식재로 은행에 보관했다가 사용하는 개념이다. 단국대학교에 세계에서 처음으로 설립이 되었으며, 아주대학교, 고려대학교 등이 연이어 치아은행을 설립하였다.

## 병상 공연
단국대학교 치과병원에서는 단국대학교병원과 함께 국내 외의 악단과 공연팀을 초청하여 병상에서 투병 중인 환자와 보호자의 지친 심신을 달래주고, 지역주민에게도 풍성한 문화적 경험을 제공하는 등 지역거점 병원에 걸맞은 문화사업을 전개하고 있다.

## 같이 보기
- 단국대학교병원
- 단국대학교